# Kalachakra, la ruota del tempo
Kalachakra, la ruota del tempo (Wheel of Time) è un film documentario del 2003 diretto da Werner Herzog.
La pellicola è incentrata su un importante rito di iniziazione buddhista chiamato Kalachakra, che significa letteralmente "la ruota del tempo", e consiste in un insieme di preghiere, insegnamenti e riti finalizzati ad attivare il seme dell'illuminazione che è presente allo stato dormiente in tutti gli esseri viventi.
Il rito principale consiste nella creazione di un maṇḍala di sabbia colorata, una composizione geometrica circolare rappresentante la ruota del tempo, nella quale il Buddha compare in oltre 700 manifestazioni della sua natura. I fedeli ruotano attorno ad esso, cercando di trarne ispirazione per raggiungere il loro equilibrio interiore. Alla fine del rito il mandala viene distrutto per dimostrare la provvisorietà di tutte le cose terrestri.

## Trama
Il film documenta tre situazioni diverse, tutte avvenute nel 2002:
In gennaio ha luogo il rito del Kalachakra presso il tempio di Mahabodhi a Bodh Gaya, in India. Questo è il luogo sacro dove, secondo la tradizione, il Buddha fu colto dall'illuminazione. Circa 500'000 pellegrini si radunano qui, buona parte dei quali sono monaci. Viene iniziata la costruzione del mandala alla quale però non può partecipare, come dovrebbe,  il Dalai Lama  a causa di una malattia. Dopo qualche giorno egli parla ai fedeli annunciando che per motivi di salute non potrà prendere parte ai riti, i quali andranno in gran parte annullati. Il Dalai Lama viene anche brevemente intervistato.

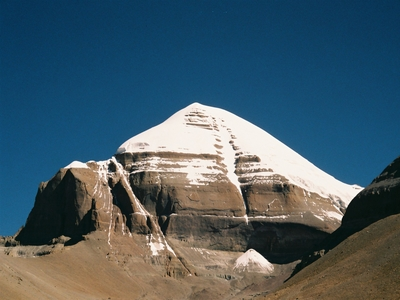
Il monte Kailash, in Tibet

Nel maggio  la troupe si reca sulle pendici del monte Kailash, in Tibet, sacro sia per i buddhisti che per gli induisti. Vengono mostrati i pellegrini che a centinaia si recano in questo luogo in condizioni scomodissime, con mezzi di fortuna o a piedi, con pochissimo cibo e spesso senza tende in cui dormire, nonostante la rigida temperatura. Ogni anno alcuni dei pellegrini che arrivano dalle pianure, non abituati al freddo, muoiono.
In ottobre il rito del Kalachakra ha di nuovo luogo nella cittadina austriaca di Graz, dove è presente una comunità buddhista molto attiva. Il rito ha luogo in un salone per conferenze alla presenza di alcune centinaia di fedeli occidentali e monaci. Questa volta il Dalai Lama è presente e guida senza problemi tutti i rituali. Viene intervistato Takna Jigme Zangpo, un uomo che ha passato 37 anni in carcere a causa del suo sostegno politico al Tibet.

## Colonna sonora
- Himal di Prem Rana Autari
- Raja Mati di Sur Sudha-Autari, Prem Rana/Vaidya, Bihaya/Shrestha, Surendra
- Silence of the Night di Florian Fricke e Popol Vuh
- Tibetan Song di Lhamo Dolma